# Zeadmete
Zeadmete là một chi ốc biển, là động vật thân mềm chân bụng sống ở biển trong họ Cancellariidae.

## Các loài
Các loài trong chi Zeadmete gồm có:
- Zeadmete atlantica Petit, L.D. Campbell & S.C. Campbell, 2010
- Zeadmete aupouria Powell, 1940[2]
- Zeadmete barkeri Powell, 1952[3]
- Zeadmete bathyomon Bouchet & Petit, 2008[4]
- Zeadmete bilix Bouchet & Petit, 2008[5]
- Zeadmete finlayi Powell, 1940
- Zeadmete kulanda Garrard, 1975[6]: đồng nghĩa của Iphinopsis kulanda (Garrard, 1975)
- Zeadmete otagoensis Dell, 1956[7]
- Zeadmete ovalis Dell, 1956[8]
- Zeadmete physomon Bouchet & Petit, 2008[9]
- Zeadmete subantarctica Powell, 1933[10]
- Zeadmete trailli (Hutton, 1873)[11]
- Zeadmete verheckeni Petit & Harasewych, 2000[12]
- Zeadmete watsoni Petit, 1970[13]